# Acacia microbotrya
Acacia microbotrya é uma espécie de leguminosa do gênero Acacia, pertencente à família Fabaceae.